# Igor Aleksander
Igor Aleksander (* 26. Januar 1937 in Zagreb) ist ein britischer Informatiker und Kognitionswissenschaftler.
Aleksander ging in Italien zur Schule und studierte an der University of Witwatersrand und wurde am Queen Mary College der Universität London 1966 promoviert (Decimal array logic). 1968 wurde er Reader für Elektronik an der University of Kent und 1974 Professor an der Brunel University. Ab 1984 war er Professor am Imperial College London, wo er von 1988 bis zu seiner Emeritierung 2002 Leiter der Fakultät für Elektrotechnik war und Gabor Professor für Neural Systems Engineering. 1997 war er Pro-Rektor für Außenverbindungen der Universität.
In den frühen 1980er Jahren entwarf er ein frühes neuronales Netz für Mustererkennung (WISARD), das auch vermarktet wurde. Er entwarf neuronale Modelle des visuellen Wahrnehmungssystems von Affen (mit Anwendung in der Robotik) und befasste sich mit Bewusstsein und philosophischen Fragen in der Künstlichen Intelligenz (Artificial Consciousness).
Er ist Fellow der Royal Academy of Engineering.

## Schriften
- Introduction to logic circuit theory, London: Harrap 1970
- Microcircuit learning computers, London: Mills & Boon Monographs and Technical Library 1971
- mit F.Keith Hanna: Automata Theory: An Engineering Approach,  New York: Crane Russak, London: Edward Arnold 1975
- Herausgeber: Artificial vision for robots, London: Kogan Page 1983
- mit Piers Burnett: Die Roboter kommen : Wird der Mensch neu erfunden?, Birkhäuser 1984 (Englisches Original:  Reinventing man : the robot becomes reality, London: Kogan Page 1983)
- Herausgeber:  Advanced digital information systems, Prentice Hall 1985
- mit   Henri Farreny, Malik Ghallab : Decision and Intelligence, Springer 1986
- mit Piers Burnett: Thinking machines : a search for artificial intelligence, Oxford UP 1987
- Herausgeber:  Neural computing architectures : the design of brain-like machines, London 1989
- Herausgeber mit John Taylor: Artificial neural networks, 2 Bände, North Holland 1992 (International Conference on Artificial Neural Networks (ICANN) 1992)
- mit Helen Morton: An introduction to neural computing, Chapman and Hall 1990, 2. Auflage International Thomson Computer Press 1995
- Impossible Minds: My neurons, My Consciousness, Imperial College Press 1996, 2. Auflage 2015
- How to Build a Mind, London: Weidenfeld and Nicolson 2000
- The World in My Mind, My Mind In The World: Key Mechanisms of Consciousness in Humans, Animals and Machines, Imprint Academic, 2005
- Machine Consciousness, Scholarpedia 2008
- mit Helen Morton:  Aristotle's Laptop : the discovery of our informational mind, World Scientific 2012